# Metadistichophyllum rhizophorum
Metadistichophyllum rhizophorum är en bladmossart som beskrevs av Noguchi och Iwatsuki 1972 [1973. Metadistichophyllum rhizophorum ingår i släktet Metadistichophyllum och familjen Hookeriaceae. Inga underarter finns listade i Catalogue of Life.